# 364식 레이더
364식 레이다는  중국의 해상 레이다의 일종이다. 300km의 거리를 탐지하는 대공 레이다다. 구축함에 탑재되어 감시하는 레이다다.

## 364식 레이다 스펙(제원)

### 레이다 성능
- 종류 : 대공 레이다
- 무게 : 520kg
- RCS 10m2 크기 전투기 목표물 탐지거리 : 100km
- RCS 2m2 크기 전투기 목표물 탐지거리 : 75km
- 밴드 종류 : G/H 밴드
- 회전 속도 : 분당 10 rpm 이상
- 마하 1-3 속도로 비행하는 RCS 0.1m2 이하 목표물 탐지 가능.

## 중국이 개발한 해상 레이다
- 중국 - 346식 레이다 300km
- 중국 - 364식 레이다 100km
- 중국 - 360식 레이다
- 중국 - 362식 레이다 42km
- 중국 - 341식 레이다
- 중국 - 517식 레이다 350km
- 중국 - 381식 레이다 100km
- 중국 - 382식 레이다 250km

## 같이 보기
- 348식 레이다
- 3R41